# 城中之城
《城中之城》（英語：City of the City）是2024年播出的中國大陸金融題材電視劇，改編自滕肖瀾同名小說，由滕華濤執導，白宇帆、于和偉、夏夢、隆妮、王驍、馮嘉怡領銜主演，楊子姍、王勁松特別主演，陳瑾特別出演，塗松岩、章申特邀主演，張建亞特邀出演，2024年4月9日於央視一套、愛奇藝首播。

## 劇情簡介
故事背景設定在2018年上海陸家嘴金融貿易區，講述國家金融改革之下相關從業人員的故事。

## 登場人物

### 主要角色
| 演員   | 角色   | 介紹                     |
| ------ | ------ | ------------------------ |
| 白宇帆 | 陶無忌 | 深茂銀行濱江支行的櫃員。 |
| 于和偉 | 趙輝   | 深茂銀行副行長。         |
| 夏夢   | 田曉慧 | 遠舟信託職員。           |
| 隆妮   | 周琳   | 趙輝女友。               |
| 王驍   | 苗徹   | 金融審計部門負責人。     |
| 馮嘉怡 | 蘇見仁 | 濱江支行副行長。         |

### 其他角色
| 演員   | 角色     | 介紹                                   |
| ------ | -------- | -------------------------------------- |
| 楊子姍 | 沈婧     | 謝致遠的妻子。                         |
| 王勁松 | 吳顯龍   | 顯龍集團董事長。                       |
| 陳瑾   | 歐陽老師 | 戴其業的妻子。                         |
| 塗松巖 | 謝致遠   | 遠舟信託總裁。                         |
| 章申   | 戴其業   | 深茂銀行分行行長。                     |
| 邢岷山 | 顧行     | 深茂銀行總行副行長。                   |
| 張建亞 | 曹嘉祥   | 嘉祥實業總裁。                         |
| 姚一奇 | 程家元   | 蘇見仁的兒子，與陶無忌、胡悦一同入職。 |
| 劉思遠 | 胡悦     | 職場新人，與陶無忌、程家元一同入職。   |
| 冷紀元 | 吳小飛   | 吳顯龍的兒子。                         |
| 封新天 | 蔣芮     | 陶無忌的前輩。                         |
| 都蘭   | 趙蕊     | 趙輝的女兒。                           |

## 評價
2024年5月18日舉辦的《城中之城研討會》中，上海市文化和旅遊局、市廣電局黨組成員、副局長羅毅評價道：“《城中之城》透過影視語言，表達了‘金融是實體經濟的血脈’這一重大論斷，呈現出鮮明的時代特色和現實意義，是一部充滿現實主義精神的精品力作。”；中央文史研究館館員、著名文藝評論家仲呈祥表示：「《城中之城》以上海這座大都市中的金融戰線為突破口，具有現實主義的深度、力度、廣度，它不是一部一般意義上的職場劇，也不是一部金融劇，它是一部為新時代的中國式現代化建設畫像、立傳、明德的劇。」

## 獲獎紀錄
| 年份   | 頒獎典禮                 | 獎項         | 來源   |
| ------ | ------------------------ | ------------ | ------ |
| 2024年 | 2024 爱奇艺尖叫之夜      | 年度品质剧集 | [ 9 ]  |
| 2025年 | 第30届上海电视节白玉兰奖 | 组委会特别奖 | [ 10 ] |

## 收視率
本劇開播後便蟬聯數周CVB黃金檔時段收視率冠軍；至完結時甚至創下了改版以來集均最高紀錄。

| 中国大陆 CCTV-8 首播收视率 （CVB） |      |                             |        |          |      |
| 集數                               | 週數 | 播出日期                    | 收视率 | 收视份额 | 排名 |
| 1-8                                | 1    | 2024年4月6日—2024年4月12日  | 3.033% | 12.154%  | 1    |
| 9-18                               | 2    | 2024年4月13日—2024年4月19日 | 2.892% | 11.903%  | 1    |
| 19-28                              | 3    | 2024年4月20日—2024年4月26日 | 3.217% | 12.710%  | 1    |
| 29-38                              | 4    | 2024年4月27日—2024年5月3日  | 3.467% | 13.755%  | 1    |
| 39-40                              | 5    | 2024年5月4日—2024年5月10日  | 3.329% | 13.088%  | 1    |

1. 数据由国家广播电视总局提供。
2. 以上收视排名包括央视在内。

## 外部連結
- 城中之城的新浪微博
- 豆瓣电影上《城中之城》的資料 （简体中文）
- 貓眼電影-城中之城 （页面存档备份，存于）